# Caprella cristibrachium
Caprella cristibrachium är en kräftdjursart som beskrevs av Mayer 1903. Caprella cristibrachium ingår i släktet Caprella och familjen Caprellidae. Inga underarter finns listade i Catalogue of Life.